# Best of Bowie
Best of Bowie är ett samlingsalbum av David Bowie utgivet den 22 oktober 2002.

## Låtlista
Alla låtar är skrivna av David Bowie om inget annat namn anges.

### Skiva 1
1. "Space Oddity" - 5:15
2. "The Man Who Sold the World" - 3:55
3. "Oh! You Pretty Things" - 3:12
4. "Changes" - 3:33
5. "Life on Mars" - 3:48
6. "Starman - 4:16
7. "Ziggy Stardust" - 3:13
8. "Suffragette City" - 3:25
9. "John I'm Only Dancing" - 2:43
10. "The Jean Genie" - 4:08
11. "Drive-In Saturday" - 4:36
12. "Sorrow" (Bob Feldman/Jerry Goldstein/Richard Gottehrer) - 2:53
13. "Diamond Dogs" - 6:05
14. "Rebel Rebel" - 4:30
15. "Young Americans" - 3:16
16. "Fame" (Carlos Alomar/David Bowie/John Lennon) - 4:17
17. "Golden Years" - 3:22
18. "TVC 15" - 5:33
19. "Wild Is The Wind" (Ned Washington/Dimitri Tiomkin) - 6:02

### Skiva 2
1. "Sound and Vision" - 3:00
2. "Heroes" (David Bowie/Brian Eno) - 3:32
3. "Boys Keep Swining" (David Bowie/Brian Eno) - 3:18
4. "Under Pressure" (David Bowie/John Deacon/Brian May/Freddie Mercury/Roger Taylor) (Inspelad tillsammans med Queen) - 4:02
5. "Ashes to Ashes" - 3:38
6. "Fashion" - 3:23
7. "Scary Monsters" - 3:27
8. "Let's Dance - 4:07
9. "China Girl" (David Bowie/Iggy Pop) - 4:18
10. "Modern Love" - 3:56
11. "Blue Jean" - 3:12
12. "This Is Not America" (insplad tillsammans med Pat Metheny Group) - 3:43
13. "Loving the Alien - 4:43
14. "Dancing in the Street" (Marvin Gaye/William "Mickey" Stevenson/Ivy Jo Hunter) (Duett med Mick Jagger) - 3:14
15. "Absolute Beginners" 5:39
16. "Jump They Say" - 3:53
17. "Hallo Spaceboy" (David Bowie/Brian Eno) - 4:25
18. "Little Wonder" (David Bowie/Reeves Gabrels/Mark Plati) - 3:40
19. "I'm Afraids of Americans" (David Bowie/Brian Eno) - 4:26
20. "Slow Burn" - 3:55